# Сейто (река)
Сейто (Верхняя Сейто) — река в Мурманской области России. Протекает по территории городского округа Ковдорский район. Правый приток реки Ёна.
Длина реки составляет 21 км. Площадь бассейна составляет 83,2 км².
Берёт начало на северном склоне горы Верхнее Сейто на высоте свыше 200 м над уровнем моря. Протекает по лесной, местами болотистой местности. Проходит через озеро Сейто. В верхнем течении до озера Сейто носит название Верхняя Сейто. Впадает в Ёну на высоте 149,2 м над уровнем моря в 0,5 км от устья. На реке расположены населённые пункты Ёнский и Ёна.

## Данные водного реестра
По данным государственного водного реестра России относится к Баренцево-Беломорскому бассейновому округу, водохозяйственный участок реки — река Нива, включая озеро Имандра. Речной бассейн реки — бассейны рек Кольского полуострова и Карелии.
Код объекта в государственном водном реестре — 02020000312101000009908.